# 우주의 침입자
《우주의 침입자》(영어: Invasion of the Body Snatchers)는 1978년 개봉한 미국의 SF 공포 영화이다. 필립 코프먼이 감독을 맡았으며, 잭 리니의 소설 The Body Snatchers 가 영화의 원작이다.

## 같이 보기
- 신체 강탈자의 침입 (1956)
- 보디 에일리언 (1993)